# Marin Pongračić
Marin Pongračić (ur. 11 września 1997 w Landshut, Niemcy) – chorwacki piłkarz grający na pozycji obrońcy w US Lecce.

## Życiorys
W czasach juniorskich trenował w bawarskich Bayernie Monachium i FC Ingolstadt 04. W 2016 roku dołączył do TSV 1860 Monachium, początkowo występując w jego rezerwach. W 2. Bundeslidze zagrał po raz pierwszy 16 kwietnia 2017 w zremisowanym 1:1 meczu z SV Sandhausen. 1 lipca 2017 odszedł za milion euro do austriackiego Red Bull Salzburg. 22 lipca 2017 zadebiutował w Bundeslidze austriackiej – miało to miejsce w wygranym 2:0 spotkaniu z Wolfsbergerem AC. Do gry wszedł w 85. minucie, zastępując Reinholda Yabo. W 2018 i 2019 roku wywalczył wraz z klubem dwa mistrzostwa kraju. 15 stycznia 2020 odszedł za 10 milionów euro do niemieckiego VfL Wolfsburg. W Bundeslidze zadebiutował 2 lutego 2020 w wygranym 4:2 meczu z SC Paderborn 07. 31 sierpnia 2021 został wypożyczony do Borussii Dortmund.
W reprezentacji Chorwacji zadebiutował 11 listopada 2020 w zremisowanym 3:3 towarzyskim meczu z Turcją. Grał w nim do 61. minuty, po czym został zastąpiony przez Duje Ćaletę-Cara.